# Gretl Theimer

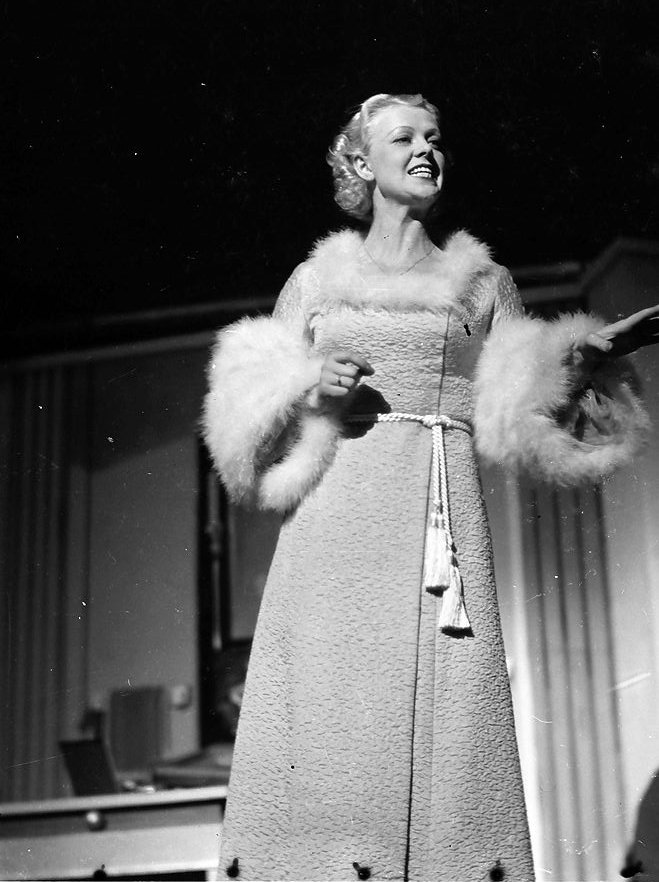
Gretl Theimer.

Gretl Theimer, född 27 november 1910 i Wien, Österrike-Ungern, död 14 maj 1972 i München, Västtyskland, var en österrikisk skådespelare och sångare. Hon slog igenom under Weimarrepublikens sista år i början av 1930-talet då hon medverkade i flera tyskspråkiga filmer. Hon medverkade i film fram till 1940 då hennes stjärna dalat, och återkom efter en lång paus i mindre filmroller på 1950-talet.

## Filmografi
- 1930 – Två hjärtan i valstakt
- 1931 – Hennes majestät kärleken
- 1931 – Valsernas paradis
- 1932 – En sång, en kyss, en flicka
- 1956 – Flykten västerut